# Кортни Кокс
 Тази статия е за актрисата.  За китаристката вижте Кортни Кокс (музикант).  
Кортни Бас Кокс (на английски: Courteney Bass Cox) е американска актриса, известна с ролята си на Моника Гелър в комедийния сериал „Приятели“.

## Биография

### Произход и образование
Родена е на 15 юни 1964 г. в Бирмингам, Алабама. Тя е най-малкото дете в семейството, като има две по-големи сестри (Вирджиния и Доти) и брат (Ричард младши). Когато завършва средното си образование в град Маунтийн Брук, щата Алабама, Кортни заминава за столицата Вашингтон, за да изучава вътрешен дизайн и архитектура. След една година академично следване, тя напуска университета и тогава се ориентира към кариерата на голямата сцена.

### Кариера
Следвайки съветите на своя братовчед Стюърд Копеланд, Кортни кандидатства в престижната агенция за модели „Форд“, в която оценяват таланта и невероятната и визия и моментално я ангажират на работа. Кортни Кокс започва своята кариера, снимайки се в един от музикалните видеоклипове на Брус Спрингстийн – „Dancing in the Dark“, който е режисиран от известния американски режисьор Браян Де Палма.
Снимала се е в повече от 30 филма и телевизионни сериали, по-известни от които са превъплъщенията ѝ в „Ейс Вентура зоодетектив“, където си партнира с Джим Кери, четирите части на „Писък“ и комедийния сериал „Приятели“.
Участието и в сериала „Приятели“ я изстрелва директно към върха на славата, за което свидетелства и номинацията и за престижната филмова награда – „American Comedy“. Интересен факт е, че в последния епизод на сериала „Приятели“, в който Моника и Чандлър осиновяват две близначета поради невъзможността да имат собствени деца, самата актриса е бременна с дъщеричката си Коко. Тъй като бременността започва да личи, героинята Моника е облечена с широки дрехи и носи дълъг шал, който прикрива корема и през цялото време.
По време на снимките на „Приятели“ Кортни се сближава с Дженифър Анистън, изпълняваща ролята на Рейчъл. Приятелството им на малкия екран се премества в реалния живот. Анистън е кръстница на дъщерята на Кортни Кокс, Коко.

## Личен живот
През 1999 г. се омъжва за Дейвид Аркет и от тогава взима неговата фамилия.